# Clovelly, New South Wales
Clovelly este o suburbie în Sydney, Australia.